# Close My Eyes (canción de Mariah Carey)
«Close My Eyes» es una canción de la cantante estadounidense Mariah Carey perteneciente a su sexto álbum de estudio Butterfly (1997). La cantante escribió la letra, mientras que Walter Afanasieff ayudó componiendo la música. Ambos la produjeron. Descrita como una canción downtempo de piano, la letra gira en torno a las experiencias negativas de su vida, incluyendo indirectamente la relación entre ella y su exesposo Tommy Mottola. «Close My Eyes» recibió una respuesta mixta por parte de la crítica, quienes hablaron sobre Mottola y su relación con el tema. En septiembre de 2012, Carey reveló que es una de sus canciones favoritas y la más reveladora que ha escrito en su carrera hasta el momento, ya que explora un tema «más oscuro».

## Antecedentes
Carey comenzó a trabajar en Butterfly en enero de 1997. Durante el desarrollo del disco a mediados de 1997, Carey se separó de su marido, el ejecutivo musical Tommy Mottola, que había guiado su carrera desde 1988. El creciente control de Carey sobre su propia carrera a la especulación de la prensa sobre el futuro de la pareja, y más tarde se divorciaron. Durante todo el desarrollo del álbum, en una desviación de su estilo anterior, Carey trabajó con varios raperos y productores de hip-hop, entre ellos Sean Puffy Combs, Kamaal Fareed, Missy Elliott y Jean Claude Oliver y Samuel Barnes del equipo de producción Trackmasters. Los críticos vieron el nuevo equipo de producción de Carey como una forma de vengarse de Mottola y Sony Music. Carey negó tomar una dirección nueva de forma radical, e insistió en que el estilo musical de su nuevo disco fue de su propia elección. No obstante, Carey se resentía que el control que Sony, cuyo presidente era Mottola, ejerce sobre su música, impidiéndole hacer lo que a ella le apasionada. Por el contrario, los ejecutivos de Sony estaban preocupados por Carey, su acto con más ventas, ya que podría poner en peligro su éxito futuro a través de sus acciones. La presión de la separación y la constante atención de la prensa comenzó a pasar factura a la cantante. La crecientes diferencias creativas con el productor Walter Afanasieff terminaron su relación de trabajo, después de colaborar en la mayor parte de la producción anterior de Carey. El punto de ruptura se produjo después de una acalorada discusión durante una sesión de grabación larga, sobre la dirección musical del álbum. Carey también enfrentó críticas de los medios sobre su elección de los productores y varios periódicos que vinculada románticamente a Carey con varios raperos, lo que sugiere que estas relaciones influyeron en sus decisiones. Sin embargo, Carey negó las acusaciones, diciendo que ella sólo se había acostado con su marido.

## Producción y grabación
Carey escribió la letra de «Close My Eyes», mientras que ella y Walter Afanasieff compusieron la estructura musical. Ambos produjeron la canción. Afanasieff realizó la programación, los teclados y los sintetizadores. Las  notas adicionales, la batería y la programación de ritmos, el diseño de sonido y la programación informática los hizo Dan Shea. Dana Jon Chappelle y Mike Scott sirvieron como los ingenieros, mientras que Ian Dalsemer se alistó como asistente de ingeniería. «Close My Eyes» se grabó en los estudios Crave y en The Hit Factory, ambos situados en Nueva York. Mick Gazauski la mezcló en ambos estudios. Bob Ludwig la masterizó en Gateway Mastering, localizado en Portland, Maine.
La versión original de «Close My Eyes» luego se incluyó en la edición estadounidense de The Essential Mariah Carey (2012), el tercer álbum de grandes éxitos de la cantante. Stephen Thomas Erlewine de Allmusic escribió que «se trata de una retrospectiva buena y completa de Mariah en su mejor momento».

## Composición e interpretación lírica

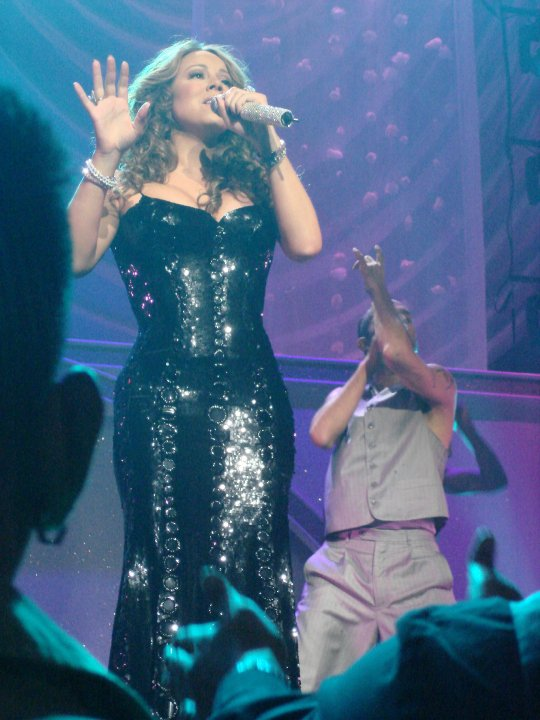
Carey sostuvo que «Close My Eyes» es una de sus canciones favoritas.

«Close My Eyes» es una canción downtempo de piano con una duración de cuatro minutos y diecinueve segundos (4:19). El contenido lírico de la canción habla indirectamente de la relación de Carey con Mottola, y reflexiona sobre los tiempos en su vida donde ella ha tenido problemas personales y problemas. Su pasado se presenta en las líneas I was a wayward child / With the weight of the world / That I held deep inside (en español: Yo era una niña caprichosa / Con el peso del mundo / que sostuve en el interior) y Life was a winding road / And I learned many things / Little ones shouldn't know (La vida era un camino sinuoso / Y he aprendido muchas cosas / Los más pequeños no deben saber). Según lo descrito por David Browne de Entertainment Weekly, Carey se «pinta a sí misma» en letras como «una niña caprichosa, con el peso del mundo». También señaló que la cantante parece que habla de que tenía que crecer más rápido de lo que era quizá necesario, a fin de vivir su vida en un ambiente controlado. Durante el coro, Carey aligera el estado de ánimo del tema cantando acerca de tener coraje para enfrentar los momentos de adversidad. Jon Pareles del The New York Times escribió que Carey «arrulla» las líneas That woman-child inside / was on the verge of fading / Thankfully I woke up in time («Esa mujer dentro estaba a punto de desvanecerse / Menos mal que me desperté a tiempo»).

## Recepción crítica
David Browne de Entertainment Weekly describió cómo «Close My Eyes», así como la otra pista del álbum titulada «Butterfly», no fueron canciones difíciles de interpretar, y escribió: «No es un alcance de interpretar estas canciones como la descripción de la vida con la informes, el control de Mottola». Jon Pareles escribiendo para The New York Times redactó que con respecto a la letra, «Carey no está a punto de convertirse en Alanis Morissette; Butterfly proclama la dependencia con más humildad que nunca». En su guía de los álbumes de Carey, Rolling Stone afirmó que «Close My Eyes», junto con «Butterfly» y «Breakdown», fueron las canciones que, indirectamente, se refirieron a su «extracción en espera de los tentáculos» de Mottola, que ejercía su poder sobre ella como el jefe de Sony, la disquera que firmó a Carey.

## Presentaciones en directo
Carey presentó «Close My Eyes» por primera vez en The Rosie O'Donnell Show en 1997. El vestuario de la cantante contaba con un chaleco blanco y pantalones vaqueros. Carey la cantó sentada en un taburete. Asimismo, la cantante también la incluyó en las secciones acústicas de los repertorios de las giras Butterfly World Tour (1998) y Rainbow World Tour (2000).

## Legado
En septiembre de 2012, Carey fue honrada por la Broadcast Music, Inc. por sus composiciones. En una entrevista posterior para CNN, Carey declaró que «Close My Eyes», como una de sus canciones favoritas y más reveladoras que ella ha escrito. Ella declaró que sus temas favoritos no son siempre sus sencillos número uno o sus canciones insignia, sino que son «cortes menos conocidos de las historias más oscuras». Cuando se le preguntó sobre cómo se sentía acerca de algunos de sus sencillos número uno, incluyendo «Hero» (Music Box, 1993), «We Belong Together» (The Emancipation of Mimi, 2005) y «Touch My Body» (E=MC², 2008), la cantante reveló que «todavía ama esas canciones, [pero] le encantan las canciones oscuras porque están muy cerca de su corazón. Especialmente una canción llamada "Close My Eyes", que es como la historia de su vida». Además de «Close My Eyes», Carey citó a «Looking In», «I Am Free» y «Underneath the Stars», todas del álbum de 1995 Daydream, como algunas de sus favoritas.

## Créditos y personal
Grabación
- Grabado en los Crave Studios, Nueva York; The Hit Factory, Nueva York.
- Mezclado en Gateway Mastering, Portland, ME.

Personal
- Letra – Mariah Carey
- Música – Mariah Carey, Walter Afanasieff
- Producción – Mariah Carey, Walter Afanasieff
- Arreglos – Mariah Carey, Walter Afanasieff
- Mezcla – Bob Ludwig
- Teclados, sintetizadores, programación – Walter Afanasieff
- Notas adicionales, batería y programación rítmica, diseño y programación de computadora de sonido – Dan Shea
- Ingenieros – Dana Jon Chappelle, Mike Scott
- Asistente de ingeniería – Ian Dalsemer

Créditos tomados desde la notas de álbum de Butterfly.